# István Barta
István Barta (Álmosd, 13 de agosto de 1895 - 16 de fevereiro de 1948) foi um jogador de polo aquático húngaro, campeão olímpico.
István Barta fez parte do elenco campeão olímpico de Los Angeles 1932